# Surviving Mars
Surviving Mars — компьютерная игра в жанре градостроительного симулятора о колонизации Марса, релиз которой состоялся 15 марта 2018 года для Xbox One, PlayStation 4 и PC (Windows, macOS, Linux).

## Игровой процесс
Первый геймплей был показан издателем и разработчиками на конференции Microsoft на Gamescom 2017. Задача игрока — развитие самостоятельной колонии, способной прожить без дополнительных поставок ресурсов с Земли. В Surviving Mars вам предстоит возглавить весь процесс освоения Красной планеты — от первой разведки и сбора припасов до строительства убежищ на шестиугольной карте для отважных переселенцев с Земли. Каждый колонист принципиально важен для успеха миссии по выживанию во враждебной среде в условиях ограниченных ресурсов. А каждый успех принесёт новые возможности для развития и позволит сделать ещё один шаг на пути к созданию процветающего общества, чтобы в итоге вырастить целое поколение людей, не знающих, что такое Земля. А постоянные события помешают сделать вам это.

## Разработка
Игра была анонсирована 12 мая на выставке PDX CON 2017. По словам разработчиков, игра не будет иметь конечной цели, а должна показать процесс колонизации других планет. Также разработчики отметили, что вдохновлялись классическими произведениями Айзека Азимова и Артура Кларка. В игре будет представлен весь процесс колонизации Марса от высадки и разведки до постройки сооружений для последующих колонистов. Surviving Mars была разработана болгарской студией Haemimont Games, ответственной за ролевой экшен Victor Vran и несколько выпусков стратегической серии Tropico.
В 2019 году Haemimont подписала контракт с Frontier Developments на разработку нового проекта для издательства Frontier.
2021 года студия Abstraction Games взяла на себя разработку игры Surviving Mars.
В марте 2021 года издатель Paradox Interactive сообщил, что разработка игры Surviving Mars перешла от студии Haemimont к Abstraction Games.

## Критика
| Сводный рейтинг       | Сводный рейтинг                     |
| Агрегатор             | Оценка                              |
| --------------------- | ----------------------------------- |
| GameRankings          | 75,43 %                             |
| Metacritic            | PC: 76/100 PS4: 73/100 XONE: 76/100 |
| Иноязычные издания    |                                     |
| Издание               | Оценка                              |
| IGN                   | 7,8/10                              |
| Русскоязычные издания |                                     |
| Издание               | Оценка                              |
| «Игры Mail.ru»        | 8/10                                |

Согласно агрегатору рецензий Metacritic, игра получила в основном положительные отзывы игроков.